# 诺贝特·多贝莱特
诺贝特·多贝莱特（德語：Norbert Dobeleit，1964年7月17日—），德国男子田径运动员。他曾代表西德参加1988年夏季奥林匹克运动会田径比赛，获得男子4×400米接力铜牌。